# Liste der selbstfahrenden Arbeitsmaschinen
Die Liste der selbstfahrenden Arbeitsmaschinen listet selbstfahrende Arbeitsmaschinen auf, die seit 1937 in der Straßenverkehrs-Zulassungs-Ordnung erwähnt sind. Bislang sind über 80 selbstfahrende Arbeitsmaschinen vom Reichsverkehrsministerium und vom Bundesministerium für Verkehr und digitale Infrastruktur anerkannt worden.
- In der Spalte laufende Nummer ist die Reihenfolge der Anerkennung genannt.
- In der Spalte Bezeichnung steht der Typ.
- In der Spalte Schlüsselnummer steht die Nummer in der neuen Zulassungsbescheinigung. In Klammern () Abweichungen.
- In der Spalte Anerkennung steht das Datum und Fundstelle der Anerkennung.
- In der Spalte Foto befinden Fotos oder Links zum Typus.

| laufende Nummer | Bezeichnung | Schlüsselnummer                                                        | Anerkennung                                                | Foto |
| --------------- | --- | ---------------------------------------------------------------------- | ---------------------------------------------------------- | ---- |
| 1               | Abschleppwagen | 0100                                                                   | Reichsverkehrsblatt B 1937, S. 1                           |      |
| 2               | Turmwagen | 0835                                                                   | Reichsverkehrsblatt B 1937, S. 1                           |      |
| 3               | Fördermaschinen (Förderbänder, Betonförderpumpe, Förderpumpen für bituminöse Stoffe) | 1500 (Betonpumpe) 0810 (Förderband)                                    | VkBl. 1969, S. 411 und 1973, S. 857                        |      |
| 4               | Bagger, auch mit angebauten Einrichtungen zur Durchführung anderer Arbeiten | 1201 (Bagger) 1203 (Bagger/Schaufellader) 1202 (Schaufellader)         | VkBl. 1986, S. 40                                          |      |
| 5               | Straßenwalzen | 1412                                                                   | Reichsverkehrsblatt B 1937, S. 1                           |      |
| 6               | Kocher und Spritzmaschinen für Bitumen (Haftkleber) und Asphalt | 1401 (Asphaltkocher) 1407 (Asphatspritze) 1413 (Teerkocher)            | Reichsverkehrsblatt B 1937, S. 1                           |      |
| 7               | Bodenrüttler | 1404                                                                   | Reichsverkehrsblatt B 1937, S. 1                           |      |
| 8               | Bodenstampfer | 1402                                                                   | Reichsverkehrsblatt B 1937, S. 1                           |      |
| 9               | Motorsägen | 0824                                                                   | Reichsverkehrsblatt B 1937, S. 1                           |      |
| 10              | Motorspaltmaschinen | 1113                                                                   | Reichsverkehrsblatt B 1937, S. 1                           |      |
| 11              | Kernbohrmaschine | 0816                                                                   | Reichsverkehrsblatt B 1937, S. 1                           |      |
| 12              | Motor- und Dampfpflüge | 1112                                                                   | Reichsverkehrsblatt B 1937, S. 1                           |      |
| 13              | Selbstfahrende Schneepflüge und Gleiskettenfahrzeuge zur Räumung und Verfestigung von Schnee | 1409                                                                   | VkBl. 1982, S. 530                                         |      |
| 14              | Land- und forstwirtschaftliche Motorhackmaschinen und Motorwalzen | 1111 (Motorhackmaschine) 1119 (Motorwalze)                             | Reichsverkehrsblatt B 1937, S. 1                           |      |
| 15              | Bodenfräsen | 1101                                                                   | Reichsverkehrsblatt B 1937, S. 1                           |      |
| 16              | Mähmaschinen | 1108                                                                   | Reichsverkehrsblatt B 1937, S. 1                           |      |
| 17              | Lokomobilen | 1106                                                                   | Reichsverkehrsblatt B 1937, S. 1                           |      |
| 18              | Selbstfahrende Spritzen für Schädlingsbekämpfung in der Land- und Forstwirtschaft | 1118                                                                   | Reichsverkehrsblatt B 1937, S. 1                           |      |
| 19              | Maschinen zur Durchführung von Bodenverbesserungen (z. B. Mergelförder- und Grabenreinigungsmaschinen, Grabenherstellungsmaschinen, Drainagepflüge) | 1102 (Drainagepflug) 1105 (Grabenmaschine) 1109 (Mergelfördermaschine) | Reichsverkehrsblatt B 1937, S. 1                           |      |
| 20              | Mähdrescher | 1107                                                                   | Reichsverkehrsblatt B 1937, S. 1                           |      |
| 21              | Kraftfahrzeuge, auf deren Plattform eine Steigeleiter oder eine Hebebühne zur Verrichtung von Arbeiten, z. B. an Straßen- und Reklamebeleuchtung, aufgebaut ist | 0812 (Hebebühne) 0200 (Steigeleiter)                                   | VkBl. 1966, S. 374.                                        |      |
| 22              | Kraftfahrzeuge, die nach ihrer Bauart und Einrichtung zur Kanalreinigung und-entgasung geeignet und bestimmt sind und die ausschließlich diesen Zwecken dienen | 3500                                                                   | Reichsverkehrsblatt B 1937, S. 1                           |      |
| 23              | Kraftfahrzeuge, die der Versorgung der elektrischen Batterien in den Unterwerken der Elektrizitätswerke mit Schwefelsäure und destilliertem Wasser dienen und mit einem durch Steckkontakt in Gang zu setzenden Motor und einer Pumpe sowie Behältern festverbunden sind | 0838 (Batterieversorgung)                                              | Reichsverkehrsblatt B 1937, S. 1                           |      |
| 24              | Kraftfahrzeuge, die nach ihrer Bauart und Einrichtung zum Reinigen von Bettfedern geeignet und bestimmt sind | 3702                                                                   | Reichsverkehrsblatt B 1937, S. 1                           |      |
| 25              | Kraftfahrzeuge mit festen Einrichtungen zum Reinigen von Bierdruckapparaten | 3703                                                                   | Reichsverkehrsblatt B 1937, S. 38                          |      |
| 26              | Kraftfahrzeuge mit elektrischen Maschinen zum Schweißen von Straßenbahnschienen | 0829                                                                   | Reichsverkehrsblatt B 1937, S. 133                         |      |
| 27              | Zugmaschinen mit einem Gleichstrom-Schweißgenerator zur Instandsetzung der Eisenmasten in den Fernleitungsstrecken | 0830 (Schweißgenerator für Masten)                                     | Reichsverkehrsblatt B 1937, S. 133                         |      |
| 28              | Elektrokarren mit Schweißumformer | 0809                                                                   | Reichsverkehrsblatt B 1937, S. 133                         |      |
| 29              | Kabelwinde | 0815                                                                   | Reichsverkehrsblatt B 1938, S. 23, VkBl. 1952 S. 68        |      |
| 30              | Kurvenschmierwagen für Straßen- und Kleinbahnen | 0817                                                                   | Reichsverkehrsblatt B 1938, S. 53                          |      |
| 31              | aufgehoben, jetzt unter Nr. 88 |                                                                        |                                                            |      |
| 32              | aufgehoben, jetzt unter Nr. 88 |                                                                        |                                                            |      |
| 33              | Elektro-Hilfsdienstfahrzeuge, wenn mit diesen eine Ausrüstung, bestehend aus Prüfgeräten mit der nötigen Stromquelle (Batterieanlage), Lötanlage, Schraubstock, Schleifstein, Tischdrehbank, Tischbohrmaschine usw. fest verbunden ist | 0808 (Elektrohilfsfahrzeug)                                            | Reichsverkehrsblatt B 1937, S. 133                         |      |
| 34              | Lautsprecherwagen, die ausschließlich der Durchführung von Musik- und Sprechübertragungen dienen und zur Beförderung von anderen Gütern als den zur Durchführung von Übertragungen notwendigen Arbeitsgeräten nicht geeignet und bestimmt sind | 1900                                                                   | Reichsverkehrsblatt B 1939, S. 262                         |      |
| 35              | Schleiferei-Kraftfahrzeuge (selbstfahrende Einrichtungen zum Schleifen von Schneidewerkzeugen [Scheren, Messern usw.]) | 0828                                                                   | Reichsverkehrsblatt B 1939, S. 277                         |      |
| 36              | Selbstfahrende Betonmischmaschinen, wenn die Mischvorrichtung durch die Antriebsmaschine des Fahrzeugs betrieben wird | 1300                                                                   | Reichsverkehrsblatt B 1941, S. 197                         |      |
| 37              | Selbstfahrende Steinbrecher | 1410                                                                   | Reichsverkehrsblatt B 1942, S. 111                         |      |
| 38              | Kraftfahrzeuge mit fest eingebauten Einrichtungen zur Aufbereitung flüssiger Stoffe | 3601 (Flüssigkeitsaufbereitung) 3600 (Trinkwasser-Filtrierfahrzeug)    | VkBl. 1949, S. 117                                         |      |
| 39              | Kraftfahrzeuge mit fest eingebauter Vulkanisierwerkstatt; insbesondere mit dem vom Motor angetriebenen Stromerzeuger und davon angetriebenen Werkmaschinen | 0839                                                                   | VkBl. 1949, S. 117                                         |      |
| 40              | Selbstfahrende Öldruckpressen, mit deren Hilfe Blechabfälle aller Art zu transportablen Ballen zusammengepresst werden können | 0803 (Blechpresse)                                                     | VkBl. 1951, S. 234                                         |      |
| 41              | Kraftfahrzeuge mit Einrichtungen zur Aufnahme und/oder Übertragung von Rundfunk- oder Fernsehsendungen oder zur Aufnahme von Tonfilmen | 2001 (Aufnahmewagen) 2002 (Übertragungswagen)                          | VkBl. 1966, S. 374                                         |      |
| 42              | Selbstfahrende Schrotmühlen | 1117                                                                   | VkBl. 1951, S. 334                                         |      |
| 43              | Kraftfahrzeuge mit einem fest eingebauten Ladegerät (Netzersatzanlage) | 1602                                                                   | VkBl. 1952, S. 68                                          |      |
| 44              | Kraftfahrzeuge mit einer fest eingebauten Druckluftprüfeinrichtung | 0806 (Druckluftprüfeinrichtung)                                        | VkBl. 1952, S. 68                                          |      |
| 45              | Kraftfahrzeuge mit einem in das Fahrzeug fest eingebauten Stromaggregat zur Herstellung von Drehstrom für Filmaufnahmen und mit fest aufmontierter Seilwinde | 1603                                                                   | VkBl. 1952, S. 150                                         |      |
| 46              | Kraftfahrzeuge mit fest eingebauten Einrichtungen zur Durchführung von Sprengungen im Bohrloch | 0827 (Bohrlochschießwagen)                                             | VkBl. 1981, S. 354                                         |      |
| 47              | Kraftfahrzeuge zur Durchführung von Erdölbohr- und Förderarbeiten und zur Durchführung von technischen Messarbeiten im Erdölbohr- und Förderbetrieb: 1. selbstfahrende Bohranlagen für Untersuchungsbohrungen mit fest eingebautem Klappmast und einer Rotary-Bohranlage. 2. selbstfahrende Zementierwagen zur Zementierung der Verrohrungen mit fest eingebauter Wasserdruckpumpe und gesondertem Antriebsmotor. 3. selbstfahrende Ausbauwinden zum Ein- und Ausbau der Pumprohre oder des Pumpengestänges mit fest eingebauten Fördertrommeln mit Schaltgetriebe | 0801 (Ausbauwinde) 0804 (Bohrgerät Erdöl) 0840 (Zementierwagen)        | VkBl. 1981, S. 354                                         |      |
| 48              | aufgehoben, jetzt unter Nr. 84 |                                                                        |                                                            |      |
| 49              | Kraftfahrzeuge zum Reinigen der Weichen für Straßen- und Kleinbahnen | 3709                                                                   | VkBl. 1953, S. 314                                         |      |
| 50              | Selbstfahrende Seilwinden | 0832                                                                   | VkBl. 1953, S. 314 auch Reichsverkehrsblatt B 1937, S. 133 |      |
| 51              | Selbstfahrende Obstpressen | 1114                                                                   | VkBl. 1954, S. 138                                         |      |
| 52              | Selbstfahrende Saatgutreinigungsmaschinen | 1116                                                                   | VkBl. 1954, S. 315                                         |      |
| 53              | Selbstfahrende Kräne | 2101 (Autokran) 2700 (Mobilkran) 2102 (Turmdrehkran)                   | VkBl. 1955, S. 266                                         |      |
| 54              | aufgehoben, jetzt unter Nr. 84 |                                                                        |                                                            |      |
| 55              | Selbstfahrende Melkmaschine | 1110                                                                   | VkBl. 1955, S. 462                                         |      |
| 56              | Selbstfahrende Stromaggregate, die zur Erzeugung von Notstrom bestimmt sind | 1601                                                                   | VkBl. 1956, S. 286                                         |      |
| 57              | Selbstfahrende Stroh- und Heupressen | 1115                                                                   | VkBl. 1956, S. 368                                         |      |
| 58              | Fahrzeuge mit fest eingebauten und durch besondere Anlagen verbundenen Einrichtungen zur Aufbereitung oder zur Untersuchung und Bestimmung des Zucker-, Asche- und Stickstoffgehaltes von Zuckerrüben | 0841                                                                   | VkBl. 1956, S. 538                                         |      |
| 59              | Selbstfahrende Planiermaschinen | 1406                                                                   | VkBl. 1956, S. 658                                         |      |
| 60              | Selbstfahrende Teppich-Klopfmaschine | 3708                                                                   | VkBl. 1957, S. 139                                         |      |
| 61              | Kraftfahrzeuge mit einer fest aufmontierten Drucklufterzeugungsanlage | 1700 (Kompressor)                                                      | VkBl. 1957, S. 272                                         |      |
| 62              | Kraftfahrzeuge, die nach ihrer Bauart und ihren besonderen, mit dem Fahrzeug fest verbundenen Einrichtungen ausschließlich dem Impfen von Getreide mit Pilzsporen und der Ernte des Mutterkorn-Getreidegemisches dienen (Getreideimpfer) | 1104                                                                   | VkBl. 1957, S. 373                                         |      |
| 63              | Kraftfahrzeuge mit einem fest angebauten Aggregat und Gebläse, das der Druckentleerung von Silos dient | 0833 (Siloentleergebläse)                                              | VkBl. 1957, S. 468                                         |      |
| 64              | Kraftfahrzeuge mit einem fest angebrachten Schienenhunt und hydraulischer Hebevorrichtung, die der Bergung entgleister Straßenbahnwagen dienen | 0802 (Bergungsschienenfahrzeug)                                        | VkBl. 1957, S. 502                                         |      |
| 65              | Maschinen, die für land- und forstwirtschaftliche Arbeiten bestimmt sind | 1103                                                                   | VkBl. 1958, S. 203                                         |      |
| 66              | Kraftfahrzeuge mit festmontiertem Behälter, der für die Eichung von Durchflußmessern zugelassen ist | 0807                                                                   | VkBl. 1958, S. 221                                         |      |
| 67              | Kraftfahrzeuge mit fest eingebautem Heißwassergerät für Reinigung von Maschinen und Geräten | 3704 (Dampfstrahlreiniger)                                             | VkBl. 1958, S. 261                                         |      |
| 68              | Kraftfahrzeuge mit fest eingebauten Hochdruckpumpen | 0813                                                                   | VkBl. 1958, S. 262                                         |      |
| 69              | Kraftfahrzeuge mit fest eingebauten Schweißmaschinen | 0831                                                                   | VkBl. 1958, S. 325                                         |      |
| 70              | aufgehoben, jetzt unter Nr. 84 |                                                                        |                                                            |      |
| 71              | Kraftfahrzeuge mit fest eingebauten Rüttelsiebanlagen | 0826                                                                   | VkBl. 1959, S. 398                                         |      |
| 72              | Kraftfahrzeuge mit fest eingebauten Bohrgeräten – Klappmast und Bohranlage für Untersuchungs- und sonstige Bohrungen | 0805 (Bohrgerät)                                                       | VkBl. 1959, S. 398                                         |      |
| 73              | Kraftfahrzeuge mit fest eingebauten Vorrichtungen zur Markierung von Straßenfahrbahnen (Straßenmarkierungsmaschinen) | 1408                                                                   | VkBl. 1961, S. 25                                          |      |
| 74              | Selbstfahrende Maschinen für den Straßenbau und die Straßenunterhaltung | 1405 (Erdhobel) 1411 (Straßenfertiger)                                 | VkBl. 1961, S. 192                                         |      |
| 75              | Schienenreinigungswagen |                                                                        | VkBl. 1961, S. 291                                         |      |
| 76              | Kraftfahrzeuge mit fest eingebauten Einrichtungen (z. B. Kompressor, Saugturbine, Sandstrahlgerät) zur Außenabdichtung und Innenreinigung von Versorgungsleitungen | 3701 (Versorgungsleitung-Reinigung)                                    | VkBl. 1961, S. 291                                         |      |
| 77              | Spülbohrwagen | 0834                                                                   | VkBl. 1962, S. 502                                         |      |
| 78              | Kraftfahrzeuge für den elektronischen Gasspürdienst | 0811 (Gasspürgerät)                                                    | VkBl. 1965, S. 101                                         |      |
| 79              | Spezialkraftwagen mit eingebauten Unterwasser- und Rohrleitungsbeobachungsgeräten für Fernsehuntersuchungen […] sowie Spezial-Kraftwagen mit eingebauten Rohrleitungsbeobachungsgeräten für Fernsehuntersuchungen und Geräten zur Abdichtung und Abpressung in Wasserrohren […] | 0836                                                                   | VkBl. 1975, S. 442 Nr. 265                                 |      |
| 80              | aufgehoben, jetzt unter Nr. 84 |                                                                        |                                                            |      |
| 81              | Kraftfahrzeuge mit fest eingebauten Einrichtungen […] zum Reinigen und zur Innenbeschichtung von Heizöltanks. | 3705                                                                   | VkBl. 1966, S. 598                                         |      |
| 82              | Kraftfahrzeuge mit fest eingebauten Einrichtungen […] zum Reinigen von Müllgefäßen […] | 3706                                                                   | VkBl. 1967, S. 582                                         |      |
| 83              | Kraftfahrzeuge mit fest eingebauten Einrichtungen […] zur Umwandlung von Stoffen aus flüssigem in den gasförmigen Zustand | 0837 (Verdampfer)                                                      | VkBl. 1970, S. 695                                         |      |
| 84              | Kraftfahrzeuge mit fest angebrachten Einrichtungen zur Durchführung und/oder Auswertungen von Messungen […] durch Stromerzeugung | 0818 (Messwagen)                                                       | VkBl. 1972, S. 226                                         |      |
| 85              | Kraftfahrzeuge mit fest angebrachten Einrichtungen […] zur Reinigung von Leitplanken, Bordsteinkanten […] |                                                                        | VkBl. 1977, S. 50                                          |      |
| 86              | Kraftfahrzeuge mit Einrichtungen […] zur Durchführung von Rettungs- und Löscharbeiten an Hochhäusern sowie zur Durchführung von Wartungs- und Reparaturarbeiten an Hochhausfassaden und Seilbrücken | 0819 (Hochrettungsfahrzeug)                                            | VkBl. 1979, S. 167                                         |      |
| 87              | Kraftfahrzeuge mit fest angebrachten Einrichtungen […] zur Herstellung von Röntgenaufnahmen […] | 0820 (Röntgenwagen)                                                    | VkBl. 1979, S. 353                                         |      |
| 88              | Straßenreinigungsmaschinen | 0300                                                                   | VkBl. 1982, S. 31                                          |      |

Durch den Wegfall von § 18 StVZO und die Überführung des §§ in die Fahrzeug-Zulassungsverordnung zum 1. März 2007, ist die Systematik der selbstfahrenden Arbeitsmaschine durch Verkehrsblatt 2007, S. 696 ff neu geregelt. Diese gliedert in
- Arbeitsmaschinen und Arbeitsgeräte für Land- und Forstwirtschaft
- Arbeitsmaschinen für Erdarbeiten und Straßenbau
- sonstige Arbeitsmaschinen.[3]